# Famille von Redern
 (octobre 2024).
La famille von Redern, orthographiée aussi von Rädern, ou von Rödern, est une famille de noblesse ancienne, issue du magraviat de Brandebourg, et dont les différentes branches s'établirent au cours des siècles dans le Brandebourg, en Bohême, en Poméranie et plus tard dans le royaume de Prusse et dans le Schleswig-Holstein.

## Personnalités

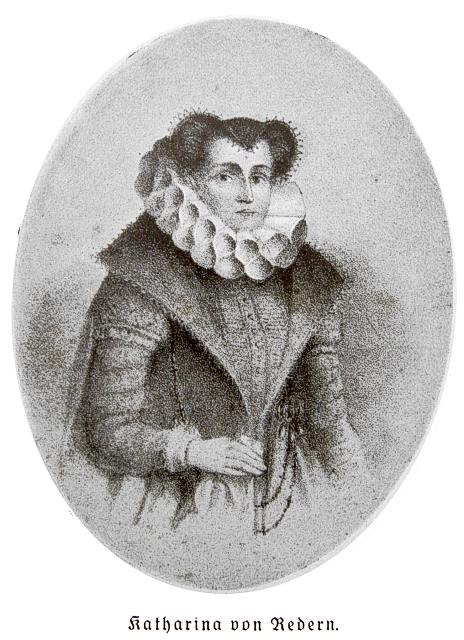
Catherine de Redern

- Catherine de Redern (de), née comtesse Schlik (de) (1553-1617) convertie au protestantisme, gouverne Friedland de Bohême
- Baron Melchior de Redern (1555-1600), officier du Saint-Empire contre les Turcs.
- Carl Gustav von Roedern (de) (1691-1779), ministre prussien
- Carl Albert von Roedern (de) (1704-1766), ministre prussien
- Comte Jean Sigismond Ehrenreich de Redern Bernsdorf (1761-1835), fils d'un grand maréchal de la Cour de Berlin et d'une mère française, ambassadeur à Madrid en 1788, propriétaire du château et des terres de Messey, en Normandie.
- Louis von Roedern (de) (1795-1857), général prussien
- Friedrich Wilhelm von Redern (1802-1883), compositeur et homme politique. Son palais de la Pariser Platz (Berlin) sera détruit pour la construction de l'hôtel Adlon.
- Heinrich von Redern (de) (1804-1888), diplomate prussien
- Maximilian von Roedern (de) (1816-1898), général prussien
- Hermann von Redern (1819-1886), général prussien
- Ernst von Redern (de) (1835-1900), général prussien
- Ehrenreich von Redern (de) (1847-1923), général prussien
- Erich von Redern (de) (1861-1937), général prussien
- Hedwig von Redern (de) (1866-1935), femme de lettres
- Wilhelm von Redern (de) (1867-1940), haut fonctionnaire, juriste, administrateur de l'arrondissement de Stallupönen
- Siegfried von Roedern (de) (1870-1954), homme politique

## Possessions

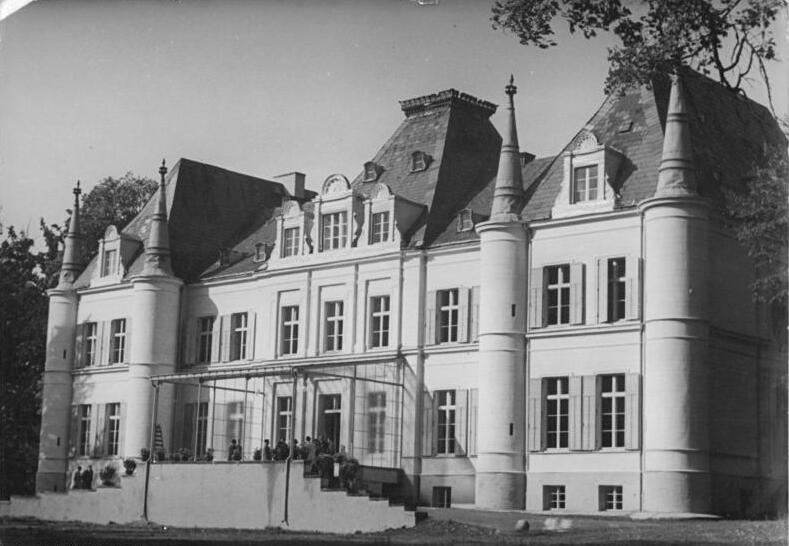
Château de Lanke

- Château de Lanke
- Château de Schwante